# Pablo Cantero
Pablo Daniel Cantero (Rosario, provincia de Santa Fe, Argentina, 31 de octubre de 1977) es un futbolista argentino que anteriormente se desempeñaba como volante y su último equipo fue el Central Córdoba de Rosario.

## Biografía
Se inició en Central Córdoba de Rosario, donde realizó todas las inferiores hasta que en 1996 debutó en el primer equipo, que disputaba por ese entonces el Nacional B. Apenas un año le alcanzó para demostrar sus condiciones y que la dirigencia de Colón lo contratara como refuerzo en 1998. Allí pudo disputar algunos partidos a nivel local (28 encuentros, 2 goles), favorecido por la Copa Libertadores que mantuvo ocupados a los2 titulares. También jugó algunos minutos de ese torneo continental.
Su nivel no fue de lo mejor y pasó a préstamo a Estudiantes de La Plata un año más tarde, donde sólo jugó 9 encuentros en seis meses. Luego partió a Grecia para defender los colores del AEK Atenas entre 1999 y 2000. Eso provocó el enojo del presidente Pincharrata, Guillermo Cicchetti, quien en su momento declaró que "La actitud del jugador no me agradó en lo más mínimo. Ferraro lo trajo, se la jugó por él y no rindió lo esperado. Me parece que su conducta con el club no fue la apropiada."[cita requerida]
Entre 2001 y 2002 vistió los colores de Gimnasia y Esgrima de Concepción del Uruguay, con quien llegó a jugar la promoción por el ascenso a Primera División frente a Unión de Santa Fe, aunque el objetivo no se lograría.
No obstante, Arsenal confió en sus servicios para la temporada 2002/03 (la primera del club de Sarandí en la máxima categoría), en la que jamás obtuvo la titularidad, lo que generó finalmente su salida. Viajó a Ecuador y jugó algunos partidos en Olmedo durante el año 2004 donde no rindió. Retornó al país para jugar en Defensores de Belgrano, que por ese entonces disputaba la Primera B Nacional. No fue la mejor decisión, porque si bien a priori los nombres del Dragón invitaban a esperanzarse, todo se derrumbó de a poco para finalmente perder por penales frente a Chacarita Juniors y descender a la Primera B. 
Apesadumbrado, decidió volver a Central Córdoba de Rosario de la Primera B, su club de origen. Sin embargo, en 2005 viajó a Bolivia para convertirse en refuerzo de Oriente Petrolero, con la misión de reemplazar a Erwin Sánchez. Seis meses más tarde, tras su salida del conjunto Verdolaga, declaró: "Mucho no pude jugar. Decidí irme porque tienen dirigentes que se manejan muy mal, que son irresponsables con el cumplimiento al jugador. Ahora están ilusionados con estos dos partidos frente a River por la clasificación a la Copa Libertadores, pero es una burbuja que no coincide con la realidad del equipo".[cita requerida]
Un año después llegó a San Martín de Tucumán, con el que ascendió ese mismo año a la Primera B Nacional. En el 2008, alcanzó la máxima categoría del fútbol argentino tras salir campeón de la temporada 2007/08, aunque solamente doce meses más tarde sufrió el regreso a la segunda división. En el 2010 fichó por San Martín de San Juan, su actual club.

## Clubes

### Como jugador
| Club                                         | País      | Año       |
| -------------------------------------------- | --------- | --------- |
| Central Córdoba de Rosario                   | Argentina | 1996-1998 |
| Colón                                        | Argentina | 1998-1999 |
| Estudiantes de La Plata                      | Argentina | 1999      |
| AEK Atenas                                   | Grecia    | 2000      |
| Central Córdoba de Rosario                   | Argentina | 2000-2001 |
| Gimnasia y Esgrima de Concepción del Uruguay | Argentina | 2001-2002 |
| Arsenal                                      | Argentina | 2002-2003 |
| Defensores de Belgrano                       | Argentina | 2004      |
| Olmedo                                       | Ecuador   | 2004      |
| Oriente Petrolero                            | Bolivia   | 2005      |
| San Martín de Tucumán                        | Argentina | 2006-2010 |
| San Martín de San Juan                       | Argentina | 2011-2014 |
| Central Córdoba de Rosario                   | Argentina | 2014      |

## Estadísticas

### Clubes
| Central Córdoba (R) Argentina                                                   | 2.ª           | 1996-87       | 67  | 5  | — | — | — | — | Inaccesibles | Inaccesibles | Inaccesibles | 67  | 5  | 0 |
| Central Córdoba (R) Argentina                                                   | 2.ª           | 1997-98       | 67  | 5  | — | — | — | — | Inaccesibles | Inaccesibles | Inaccesibles | 67  | 5  | 0 |
| Central Córdoba (R) Argentina                                                   | 2.ª           | 2000-01       | 67  | 5  | — | — | — | — | Inaccesibles | Inaccesibles | Inaccesibles | 67  | 5  | 0 |
| Central Córdoba (R) Argentina                                                   | 3.ª           | 2005-06       | 16  | 1  | — | — | — | — | Inaccesibles | Inaccesibles | Inaccesibles | 16  | 1  | 0 |
| Central Córdoba (R) Argentina                                                   | Total club    | Total club    | 82  | 6  | 0 | 0 | 0 | 0 | 0            | 0            | 0            | 82  | 6  | 0 |
| Colón Argentina                                                                 | 1.ª           | 1998-99       | 28  | 2  | — | — | — | — | 3            | —            | —            | 31  | 2  | 0 |
| Colón Argentina                                                                 | Total club    | Total club    | 28  | 2  | 0 | 0 | 0 | 0 | 3            | 0            | 0            | 31  | 2  | 0 |
| Estudiantes (LP) Argentina                                                      | 1.ª           | 1999-00       | 9   | —  | — | — | — | — | —            | —            | —            | 9   | 0  | 0 |
| Estudiantes (LP) Argentina                                                      | Total club    | Total club    | 9   | 0  | 0 | 0 | 0 | 0 | 0            | 0            | 0            | 9   | 0  | 0 |
| A. E. K. Atenas · Grecia                                                        | 1.ª           | 1999-00       | 1   | —  | — | — | — | — | —            | —            | —            | 1   | 0  | 0 |
| A. E. K. Atenas · Grecia                                                        | Total club    | Total club    | 1   | 0  | 0 | 0 | 0 | 0 | 0            | 0            | 0            | 1   | 0  | 0 |
| Gimnasia (CdU) Argentina                                                        | 2.ª           | 2001-02       | 37  | 2  | — | — | — | — | Inaccesibles | Inaccesibles | Inaccesibles | 37  | 2  | 0 |
| Gimnasia (CdU) Argentina                                                        | Total club    | Total club    | 37  | 2  | 0 | 0 | 0 | 0 | 0            | 0            | 0            | 37  | 2  | 0 |
| Arsenal de Sarandí Argentina                                                    | 1.ª           | 2002-03       | 24  | —  | — | — | — | — | —            | —            | —            | 24  | 0  | 0 |
| Arsenal de Sarandí Argentina                                                    | 1.ª           | 2003-04       | 24  | —  | — | — | — | — | —            | —            | —            | 24  | 0  | 0 |
| Arsenal de Sarandí Argentina                                                    | Total club    | Total club    | 24  | 0  | 0 | 0 | 0 | 0 | 0            | 0            | 0            | 24  | 0  | 0 |
| Defensores de Belgrano Argentina                                                | 2.ª           | 2003-04       | 6   | —  | — | — | — | — | Inaccesibles | Inaccesibles | Inaccesibles | 6   | 0  | 0 |
| Defensores de Belgrano Argentina                                                | Total club    | Total club    | 6   | 0  | 0 | 0 | 0 | 0 | 0            | 0            | 0            | 6   | 0  | 0 |
| C. D. Olmedo · Ecuador                                                          | 1.ª           | 2004-05       | 19  | —  | — | — | — | — | —            | —            | —            | 19  | 0  | 0 |
| C. D. Olmedo · Ecuador                                                          | Total club    | Total club    | 19  | 0  | 0 | 0 | 0 | 0 | 0            | 0            | 0            | 19  | 0  | 0 |
| Oriente Petrolero · Bolivia                                                     | 1.ª           | 2004-05       | 14  | —  | — | — | — | — | —            | —            | —            | 14  | 0  | 0 |
| Oriente Petrolero · Bolivia                                                     | Total club    | Total club    | 14  | 0  | 0 | 0 | 0 | 0 | 0            | 0            | 0            | 14  | 0  | 0 |
| San Martín (T) Argentina                                                        | 3.ª           | 2005-06       | 14  | —  | — | — | — | — | Inaccesibles | Inaccesibles | Inaccesibles | 14  | 0  | 0 |
| San Martín (T) Argentina                                                        | 2.ª           | 2006-07       | 30  | 1  | — | — | — | — | Inaccesibles | Inaccesibles | Inaccesibles | 30  | 1  | 0 |
| San Martín (T) Argentina                                                        | 2.ª           | 2007-08       | 35  | 1  | — | — | — | — | Inaccesibles | Inaccesibles | Inaccesibles | 35  | 1  | 0 |
| San Martín (T) Argentina                                                        | 1.ª           | 2008-09       | 33  | —  | 1 | — | — | — | Inaccesibles | Inaccesibles | Inaccesibles | 33  | 0  | 1 |
| San Martín (T) Argentina                                                        | 2.ª           | 2009-10       | 30  | —  | 1 | — | — | — | Inaccesibles | Inaccesibles | Inaccesibles | 30  | 0  | 1 |
| San Martín (T) Argentina                                                        | 2.ª           | 2010-11       | 14  | 1  | 1 | — | — | — | Inaccesibles | Inaccesibles | Inaccesibles | 14  | 1  | 1 |
| San Martín (T) Argentina                                                        | Total club    | Total club    | 156 | 3  | 3 | 0 | 0 | 0 | 0            | 0            | 0            | 156 | 3  | 3 |
| San Martín (SJ) Argentina                                                       | 2.ª           | 2010-11       | 15  | —  | — | — | — | — | Inaccesibles | Inaccesibles | Inaccesibles | 15  | 0  | 0 |
| San Martín (SJ) Argentina                                                       | 1.ª           | 2011-12       | 21  | —  | — | 1 | — | — | —            | —            | —            | 22  | 0  | 0 |
| San Martín (SJ) Argentina                                                       | 1.ª           | 2012-13       | 1   | —  | — | — | — | — | —            | —            | —            | 1   | 0  | 0 |
| San Martín (SJ) Argentina                                                       | Total club    | Total club    | 37  | 0  | 0 | 1 | 0 | 0 | 0            | 0            | 0            | 38  | 0  | 0 |
| Tiro Federal (R) Argentina                                                      | 3.ª           | 2013-14       | 5   | —  | — | 1 | — | — | Inaccesibles | Inaccesibles | Inaccesibles | 6   | 0  | 0 |
| Tiro Federal (R) Argentina                                                      | Total club    | Total club    | 5   | 0  | 0 | 1 | 0 | 0 | 0            | 0            | 0            | 6   | 0  | 0 |
| Total carrera                                                                   | Total carrera | Total carrera | 418 | 13 | 3 | 2 | 0 | 0 | 3            | 0            | 0            | 423 | 13 | 3 |
| (1) Incluye datos de la Copa Argentina. (2) Incluye datos de Copa Libertadores. |               |               |     |    |   |   |   |   |              |              |              |     |    |   |

## Palmarés

### Torneos nacionales
| Título                       | Club                   | País      | Año     |
| ---------------------------- | ---------------------- | --------- | ------- |
| Ascenso a Primera B Nacional | San Martín de Tucumán  | Argentina | 2005-06 |
| Primera B Nacional           | San Martín de Tucumán  | Argentina | 2007-08 |
| Ascenso a Primera División   | San Martín de San Juan | Argentina | 2010-11 |